# Un avvenimento di vita, cioè una storia
Un avvenimento di vita, cioè una storia (sottotitolato Itinerario di quindici anni concepiti e vissuti) è un saggio antologico del sacerdote cattolico e teologo Luigi Giussani, fondatore del movimento Comunione e Liberazione pubblicato nel 1993.

## Storia editoriale

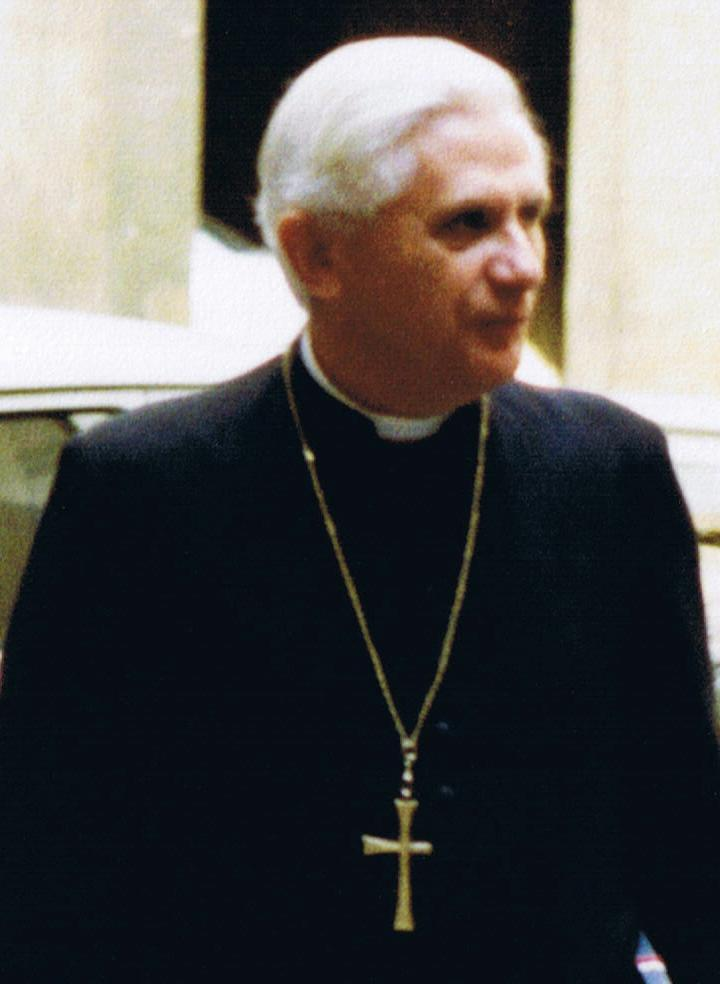
L'allora cardinale Joseph Ratzinger ha curato la Presentazione di Un avvenimento di vita, cioè una storia.

Il volume nacque come frutto del lavoro svolto dal settimanale Il Sabato che da anni pubblicava brevi testi di Giussani nelle pagine della rivista o come redazionali nel tentativo di dare organicità a tale materiale. Curato dal filosofo Carmine Di Martino e con una presentazione del cardinale Joseph Ratzinger, raccoglie interviste, conversazioni e interventi di Giussani per la prima volta riuniti in forma integrale dopo la loro pubblicazione in riviste o periodici tra il 1976 e il 1992. La prima sezione contiene alcune interviste concesse a Il Sabato e al mensile 30 giorni nella Chiesa e nel mondo, la seconda riporta gli interventi di Giussani alle cosiddette équipe, periodici momenti di verifica e di confronto tra i responsabili delle comunità universitarie del movimento di Comunione e Liberazione. Nella terza sezione sono raccolte conversazioni e interviste relative alla nascita e alla storia di Comunione e Liberazione e nella quarta alcune meditazioni sulle intuizioni fondamentali del movimento.
Dopo la sua uscita il libro suscitò un vivace dibattito sulle pagine de Il Sabato con interventi di intellettuali, giornalisti, ecclesiastici e politici. Scrissero commenti al libro i filosofi Emanuele Severino, Paolo Flores d'Arcais, Sergio Quinzio, Massimo Borghesi, lo picoanalista Giacomo Contri, don Divo Barsotti, Gianni Baget Bozzo, padre Piero Gheddo, il cardinal Jean Jérôme Hamer e altri. La pubblicazione del libro fu una rilevante novità editoriale perché per la prima volta alcuni testi di Giussani, in particolare i suoi interventi alle equipe universitarie, venivano raccolti in volume ed erano resi disponibili fuori dal movimento di CL. Furono inoltre organizzati per la prima volta incontri pubblici di presentazione del libro in molte città italiane.

## Contenuti
Alla domanda «che cosa è infatti il cristianesimo?» il cardinal Ratzinger, nell'introduzione, individua come punto di partenza «l'esperienza della fede come realtà.»
I testi raccolti nel libro cercano di dare evidenza a una delle intuizioni centrali del pensiero di Giussani, cioè che «il cristianesimo è un avvenimento che si traduce in un incontro».

## Edizioni
- Luigi Giussani, Un avvenimento di vita, cioè una storia, a cura di Carmine Di Martino, presentazione di Joseph Ratzinger, 1ª ed., Roma, EDIT - Il Sabato, 1993,  p. 502, SBN IEI0083684.